# Peter Horn
Peter Horn (15 de Outubro de 1915 - 1 de Novembro de 1983) foi um piloto dinamarquês. Juntou-se ao exército dinamarquês e treinou para se tornar num piloto. Quando a Segunda Guerra Mundial começou, ele tinha o posto de Tenente de reserva. Algumas fontes indicam que ele terá sido voluntário na Força Aérea da Finlândia durante a Guerra de Inverno.
No dia 8 de Julho de 1941 alistou-se nos freikorps dinamarqueses, e passa a prestar serviço na Luftwaffe, serviço o qual prestou até ao final da guerra. Durante o conflito, combateu na frente oriental e abateu 11 aeronaves inimigas, o que fez dele um ás da aviação.